# Cantón de Arcueil
El cantón de Arcueil era una división administrativa francesa, que estaba situada en el departamento de Valle del Marne y la región de Isla de Francia.

## Composición
El cantón estaba formado por una comunas, más una fracción de otra:
- Arcueil
- Gentilly (fracción)

## Supresión del cantón de Arcueil
En aplicación del Decreto nº 2014-171 de 17 de febrero de 2014, el cantón de Arcueil fue suprimido el 22 de marzo de 2015 y sus 2 comunas pasaron a formar parte una del nuevo cantón de Cachan y otra del nuevo cantón de Le Kremlin-Bicêtre.